# World's on Fire
World's on Fire es el primer álbum en vivo y el segundo DVD de la banda británica de música electrónica The Prodigy, lanzado el 11 de mayo de 2011.
En octubre de 2011, recibió la certificación de oro de la Asociación de Compañías Musicales Independientes (IMPALA), que indicó ventas superiores a 75 000 copias en toda Europa.

## Lista de canciones
| World's on Fire |                           |          |  |
| N.º             | Título                    | Duración |  |
| 1.              | «Intro»                   | 0:32     |  |
| 2.              | «Breathe»                 | 5:02     |  |
| 3.              | «Omen»                    | 3:48     |  |
| 4.              | «Colours»                 | 4:06     |  |
| 5.              | «Thunder»                 | 2:51     |  |
| 6.              | «Warrior's Dance»         | 4:56     |  |
| 7.              | «Firestarter»             | 4:39     |  |
| 8.              | «Run with the Wolves»     | 4:23     |  |
| 9.              | «Weather Experience»      | 3:57     |  |
| 10.             | «Voodoo People»           | 3:45     |  |
| 11.             | «Omen (Reprise)»          | 1:21     |  |
| 12.             | «Invaders Must Die»       | 3:45     |  |
| 13.             | «Smack My Bitch Up»       | 5:04     |  |
| 14.             | «Take Me to the Hospital» | 4:08     |  |
| 15.             | «Everybody in the Place»  | 3:16     |  |
| 16.             | «Their Law»               | 5:28     |  |
| 17.             | «Out of Space»            | 4:32     |  |
| 65:33           |                           |          |  |

### Contenido adicional en DVD y Blu-ray
1. «Run (Brixton, London)»
2. «Spitfire / Mescaline (Brazil)»
3. «Breathe (Slane Castle, Ireland)»
4. «Poison (Glastonbury, England)»
5. «Warning (T in the Park, Scotland)»
6. «Japanese film»
7. «Voodoo (Bestival and Paris, France)»
8. «USA film»
9. «UK arena tour film»
10. «Smack My Bitch Up (Isle of Wight to Download)» (video)

## Personal

### The Prodigy
- Keith Flint: voz
- Maxim Reality: maestro de ceremonias (MC), voz
- Liam Howlett: sintetizadores, programación

### Músicos adicionales
- Rob Holliday: guitarra, bajo, teclados
- Leo Crabtree: batería, batería electrónica

## Posicionamiento en listas
| Lista (2012)                             | Mejor posición |
| ---------------------------------------- | -------------- |
| Austria (Ö3 Austria)                     | 29             |
| Bélgica (Ultratop flamenca)              | 29             |
| Países Bajos (Album Top 100)             | 39             |
| Alemania (Offizielle Top 100)            | 15             |
| Irlanda (IRMA)                           | 28             |
| Suiza (Schweizer Hitparade)              | 25             |
| Reino Unido (UK Albums Chart)            | 5              |
| Reino Unido (UK Dance Albums)            | 1              |
| Estados Unidos (Dance/Electronic Albums) | 15             |